# Bourthes
Bourthes település Franciaországban, Pas-de-Calais megyében. Lakosainak száma 851 fő (2022. január 1.). Bourthes Bécourt, Bezinghem, Campagne-lès-Boulonnais, Ergny, Hucqueliers, Ledinghem, Preures, Senlecques, Wicquinghem és Zoteux községekkel határos.

## Népesség
A település népességének változása:
| Lakosok száma | 848  | 879  | 878  | 853  | 840  | 845  | 841  | 842  | 851  |
|               | 2013 | 2015 | 2016 | 2017 | 2018 | 2019 | 2020 | 2021 | 2022 |